# Кюк (Па-де-Кале)
Кюк (фр. Cucq) — коммуна во Франции, регион О-де-Франс, департамент Па-де-Кале, округ Монтрёй-сюр-Мер, кантон Этапль. Расположена на побережье Ла-Манша в 90 км к западу от Арраса и в 117 км к юго-западу от Лилля, в 4 км от автомагистрали А16 «Европейская».
Население (2018) — 5 292 человека.
Кюк образован путём слияния трех коммун — собственно Кюка, деревни Трепье на севере и приморского курорта Стелла-Плаж на западе. Большая часть территории коммуны покрыта травянистыми дюнами, образовавшимися после отступления моря в Средние Века. В XX веке Стелла-Плаж стал приобретать все большую популярность как курортный центр.

## Достопримечательности
- Церковь Норт-Дам-дю-Реконфор

## Экономика
Структура занятости населения:
- сельское хозяйство — 0,7 %
- промышленность — 4,7 %
- строительство — 3,4 %
- торговля, транспорт и сфера услуг — 53,5 %
- государственные и муниципальные службы — 37,7 %

Уровень безработицы (2017) — 16,3 % (Франция в целом — 13,4 %, департамент Па-де-Кале — 17,2 %). 

Среднегодовой доход на 1 человека, евро (2018) — 21 510 (Франция в целом — 21 730, департамент Па-де-Кале — 19 200).

## Демография
Динамика численности населения, чел.

## Администрация
Пост мэра Кюка с 1983 года занимает Вальтер Кан (Walter Kahn). На муниципальных выборах 2020 года возглавляемый им правый блок победил в 1-м туре, получив 54,15 % голосов.
| Период | Период | Фамилия         | Партия                                  | Примечания |
| ------ | ------ | --------------- | --------------------------------------- | ---------- |
| 1973   | 1977   | Анри Дельплас   |                                         |            |
| 1977   | 1983   | Фернан Деланкло |                                         |            |
| 1983   |        | Вальтер Кан     | Союз за народное движение Разные правые | врач       |